# CD49e
Integrin α-5 (synonym CD49e) ist ein Oberflächenprotein aus der Gruppe der Integrine.

## Eigenschaften
Integrin α-5 ist ein Zelladhäsionsmolekül. Es bildet mit Integrin beta-1 einen heterodimeren Rezeptor für Fibronectin, Fibrillin-1 und Fibrinogen. Es bindet an die Aminosäuresequenz ArgGlyAsp im Kollagen. Weiterhin bindet es an einer anderen Bindungsstelle PLA2G2A, wodurch die Affinität für Fibronectin und Fibrinogen verstärkt wird. Integrin α-2 ist glykosyliert und phosphoryliert. Es ist der Rezeptor für das Parvovirus B19. Bei HIV-Infizierten verstärkt es durch Bindung an Tat-Protein die Angiogenese bei einem Kaposi-Sarkom.
Integrin α-5 bindet an GIPC1.